# Jordan Allen
Jordan Evans Allen (n. Rochester, Nueva York, el 25 de abril de 1995) es un futbolista estadounidense. Juega de mediocampista y su equipo actual es el Real Salt Lake de Major League Soccer.

## Trayectoria

### Inicios
Allen jugó para la academia del Real Salt Lake en Arizona entre el 2011 y el 2012, para después pasar una temporada con el equipo de fútbol de la University of Virginia en 2013.

### Real Salt Lake
El 31 de diciembre de 2013, Allen firmó un contrato como jugador de cantera con el Real Salt Lake de la Major League Soccer. Hizo su debut profesional el 8 de marzo de 2014 en un partido frente al LA Galaxy, ingresando en el minuto noventa por Joao Plataen la victoria 1–0 de su equipo. Anotó su primer gol como profesional el 29 de marzo de 2015 luego de ingresar como suplente en un partido frente a Toronto FC, poco después que el equipo canadiense había empatado el partido.

## Clubes
| Club           | País           | Año         |
| -------------- | -------------- | ----------- |
| Real Salt Lake | Estados Unidos | 2013 - Act. |

## Selección nacional

### Selecciones juveniles
Allen ha sido convocado en varias ocasiones para jugar con la selección de fútbol sub-20 y sub-23 de los Estados Unidos. El 28 de diciembre de 2014 fue incluido en la lista preliminar de 35 jugadores con miras al Campeonato Sub-20 de la Concacaf de 2015, el cual sirvió de clasificación para la Copa Mundial de Fútbol en esa categoría en junio de ese año. El 5 de enero de 2015 fue incluido en la lista final de futbolistas que disputaron el torneo. Meses después fue incluido en la lista definitiva de 21 jugadores que representaron a los Estados Unidos en la Copa Mundial de Fútbol Sub-20 de 2015 en Nueva Zelanda.

### Participaciones en Copas del Mundo
| Mundial                     | Sede          | Resultado        | Partidos | Goles |
| --------------------------- | ------------- | ---------------- | -------- | ----- |
| Copa Mundial Sub-20 de 2015 | Nueva Zelanda | Cuartos de final | 3        | 0     |